# Morten Breum
Morten Breum, med kunsternavnet MORTEN (født 26. maj 1982 i Aarhus), er en dansk DJ og producer. I 2009 udkom albummet Drop!. 
På nummeret "Domestic" medvirker Nik & Jay, som også tidligere har arbejdet sammen med Breum på remixet af "Højere vildere (skru op for den bitch)", der indkasserede en række priser ved uddelingen af Danish DeeJay Awards i 2010.
Morten Breum er oprindelig fra Aarhus og er gennem de seneste år blevet en af landets mest eftertragtede DJ's. Bag sig har han klubhits som "On It!", "Højere vildere" (med Rune RK), "Heads Up" og senest "Look Closer".
Derudover har han tidligere været pædagogmedhjælper i Amaliegården i Beder.
Inden sin "Butterfly Effect Tour" bosatte han sig i Los Angeles, USA. Siden da har Morten Breum dels optrådt med navne så som Diplo, David Guetta og Avicii.
I august 2013 udgav Morten sin nye single Look Closer med vokal fra Paul Aiden, hvor Morten Breum samtidig har skiftet kunstnernavn til blot "Morten", og samtidig er hos pladeselskabet PRMD. 
Den 7. marts 2014 udgav Morten sin single "Perfect Dive" under pladeselskabet Ultra Music. 
Mortens seneste single hedder "Family" og udkom den 30. marts 2018 under pladeselskabet Warner Music Denmark.
Fra december 2009 til november 2010 var han kæreste med sangeren Saseline Sørensen.

## Diskografi

### Album
- Drop! (2009)
- Nightclub Session (2010)

### Singler
| År                                                     | Single                                                                                 | Højeste placering | Certificering      | Album             |
| År                                                     | Single                                                                                 | DAN               | Certificering      | Album             |
| ------------------------------------------------------ | -------------------------------------------------------------------------------------- | ----------------- | ------------------ | ----------------- |
| 2008                                                   | "Højere vildere (Skru op for den bitch)" (Rune RK og Morten Breum featuring Nik & Jay) | —                 |                    | Ikke-album single |
| 2010                                                   | "Heads Up!"                                                                            | —                 |                    | Drop!             |
| 2010                                                   | "Domestic" (featuring Nik & Jay)                                                       | 3                 | - Guld             | Drop!             |
| 2010                                                   | "Hamra"                                                                                | —                 |                    | Drop!             |
| 2010                                                   | "I Like It" (featuring Camille Jones)                                                  | 25                |                    | Drop!             |
| 2010                                                   | "On It!"                                                                               | —                 |                    | Drop!             |
| 2010                                                   | "Moist"                                                                                | 34                |                    | Drop!             |
| 2010                                                   | "Every Time (You Look at Me)" (featuring Sisse Marie)                                  | 1                 | - Guld             | Ikke-album single |
| 2011                                                   | "Famous" (featuring Joachim S)                                                         | 34                |                    | Ikke-album single |
| 2011                                                   | "Banger til min banger" (Joey Moe featuring Morten Breum)                              | —                 |                    | Fuldmåne          |
| 2011                                                   | "Never Surrender" (featuring Jay Colin)                                                | 19                |                    | Ikke-album single |
| 2011                                                   | "6 AM"                                                                                 | 15                |                    | Ikke-album single |
| 2012                                                   | "Ingen Anden Drøm" (Pegboard Nerds vs. Morten Breum)                                   | 26                |                    | Ikke-album single |
| 2012                                                   | "Larva"                                                                                | 12                | - Guld (streaming) | Ikke-album single |
| 2013                                                   | "Look Closer" (featuring Paul Aiden)                                                   | 19                | - Guld (streaming) | Ikke-album single |
| 2014                                                   | "Perfect Dive"                                                                         | —                 |                    | Ikke-album single |
| 2015                                                   | "Himalaya"                                                                             |                   |                    | Ikke-album single |
| "—" marker en udgivelse der ikke opnåede en placering. |                                                                                        |                   |                    |                   |

#### Andre sange
| År   | Single                       | Højeste placering | Certificering | Album             |
| År   | Single                       | DAN               | Certificering | Album             |
| ---- | ---------------------------- | ----------------- | ------------- | ----------------- |
| 2010 | "Fest" (featuring Nik & Jay) | 2                 | - Platin      | Nightclub Session |